# ویندزباخ
شهر ویندزباخ (به آلمانی: Windsbach) در ایالت بایرن در کشور آلمان واقع شده‌است.